# Alfred Frank Evans
Alfred Frank Evans (3 de fevereiro de 1887 – 1º de fevereiro de 1964) foi um marinheiro britânico que trabalhava como vigia a bordo do malfadado RMS Titanic. Evans tinha 25 anos de idade na época do naufrágio do navio. Ele, juntamente com o foguista Frank Dymond, foi colocado no comando do bote salva-vidas número 15, que foi baixado por volta de 1:40 da manhã.

## Vida pregressa e oTitanic
Evans nasceu em Southampton, Inglaterra, filho de Charles Evans e Elizabeth (Russell). Em julho de 1906, aos 19 anos, ele se juntou à Royal Naval Reserve. Antes de se juntar à tripulação do Titanic, serviu a bordo do RMS Oceanic de outubro de 1911 até março de 1912.
Em 14 de abril de 1912, Evans e seu companheiro, o vigia George Hogg, estavam de serviço durante o turno das 18h. às 20h. e ambos dormiam quando o navio colidiu com o iceberg às 23:40. Ambos, junto com outros tripulantes, correram até o Convés dos Botes e tanto Evans quanto Hogg substituíram  Frederick Fleet e Reginald Lee no ninho da gávea às 00:00, 20 minutos depois da colisão. Ficaram por lá por volta de 20 minutos e então desceram ao Convés dos Botes para ajudar. Hogg foi um dos primeiros a deixar o Titanic a bordo do bote salva-vidas 7 que foi baixado às 00:45. Enquanto isso, Evans ficou no navio, ajudando mulheres e crianças serem colocados nos botes.
Após aguardar por ordens e vagando pelo convés, recebeu ordens do Primeiro Oficial William McMaster Murdoch e do Sexto Oficial James Paul Moody para se juntar a tripulação do bote salva-vidas 15. O bote foi baixado às 1:40 e foi resgatado pelo RMS Carpathia por volta de 7:20 da manhã. Foi o penúltimo bote a ser recuperado pelo Carpathia.

## Depois do Titanic
De setembro de 1913 até abril de 1914, Evans trabalhou nos estaleiros de Southampton, fazendo diversas viagens com o RMS Olympic. Após a eclosão da Primeira Guerra Mundial, ele foi designado para o HMS Victory até seu serviço de guerra ser desmobilizado em fevereiro de 1919. Ele então foi premiado com as medalhas Star, Clasp, British War Medal e Victory Medal.
Entre 1920 e 1921, Evans trabalhou para a Harland & Wolff nos estaleiros de Southampton. Em abril de 1921 ele se candidatou para se juntar novamente à Royal Naval Reserve mas foi rejeitado por problemas de saúde.
Ele continuou a trabalhar nos estaleiros até uma queda o forçar a se aposentar. Morreu em Southampton em 1º de fevereiro de 1964. Escolheu nunca falar sobre o naufrágio do Titanic.